# لورانت كايبلوتو
لورانت كايبلوتو (بالفرنسية: Laurent Capelluto)‏ هو ممثل بلجيكي، ولد في 16 مارس 1971 في جمهورية الكونغو الديمقراطية. بدأ مشواره المهني سنة 1999.

## أعمال

### أفلام
- (2009) السيد لا أحد[1][2]
- (2011) لاشيء للادلاء به[3]
- (2012) الحب[4]

## ترشيحات
- جائزة سيزار لأفضل ممثل صاعد (2009)

## وصلات خارجية
- لورانت كايبلوتو على موقع IMDb (الإنجليزية)
- لورانت كايبلوتو على موقع قاعدة بيانات الأفلام العربية
- لورانت كايبلوتو على موقع ألو سيني (الفرنسية)
- لورانت كايبلوتو على موقع أول موفي (الإنجليزية)
- لورانت كايبلوتو على موقع قاعدة بيانات الأفلام السويدية (السويدية)
- لورانت كايبلوتو على موقع قاعدة بيانات الفيلم (الإنجليزية)
- لورانت كايبلوتو على موقع كينوبويسك (الروسية)